# 水牛
水牛（學名：Bubalus bubalis），也称亞洲水牛，古名牨 ，是一种大的偶蹄动物，因早期農業所需，驯养的水牛在亚洲非常普遍。
水牛体格粗壮，被毛稀疏，多为灰黑色；角粗大而扁，并向后方弯曲；皮厚、汗腺极不发达，热时需要浸水散热，所以得名水牛；腿短蹄大，适合耕作；役力、泌乳量和耐粗性都比黄牛高；乳脂率8%左右，乳脂白；肉质较粗。
在亚洲，水牛主要用来作为劳动力；在欧洲的意大利、罗马尼亚和保加利亚它被用做奶牛或食用牛。今天在印度、尼泊尔、不丹和泰国还有野生水牛，澳大利亚北部也有野生的水牛。在东南亚的野生水牛的来历不是很清楚，它们可能是由变野的驯养的水牛的后代，也可能是本地原来就有的野生水牛的后代，或是两者的交配产物。今天野生的水牛已经相当少了。另外，美洲野牛在部份中文翻譯為水牛，但並非水牛。
水牛的分类还有争议，Mac Greger於1941年认为水牛只有一种，下分两个亚种：河水牛（B. bubalus arnee）和沼泽水牛（B. bubalus carabanesis）。其他专家将两者分为相互的独立的种類。
水牛奶较牛奶的含脂量高，因此较容易保存。意大利著名的及流行於珠江三角洲的特产雙皮奶就是用水牛奶製成的。
不像黄牛，水牛在印度教文化代表邪惡，是閻王和惡魔的坐騎，是祭女神的供品；依據美國農業部的統計，次於巴西、澳洲、美國，目前印度是全球第四大牛肉出口國，而出口的就是水牛肉，但印度教徒本身多不食用。
臺灣牛較可靠的紀錄是在荷蘭時期由荷蘭人輸入，在那之前臺灣可能無牛。

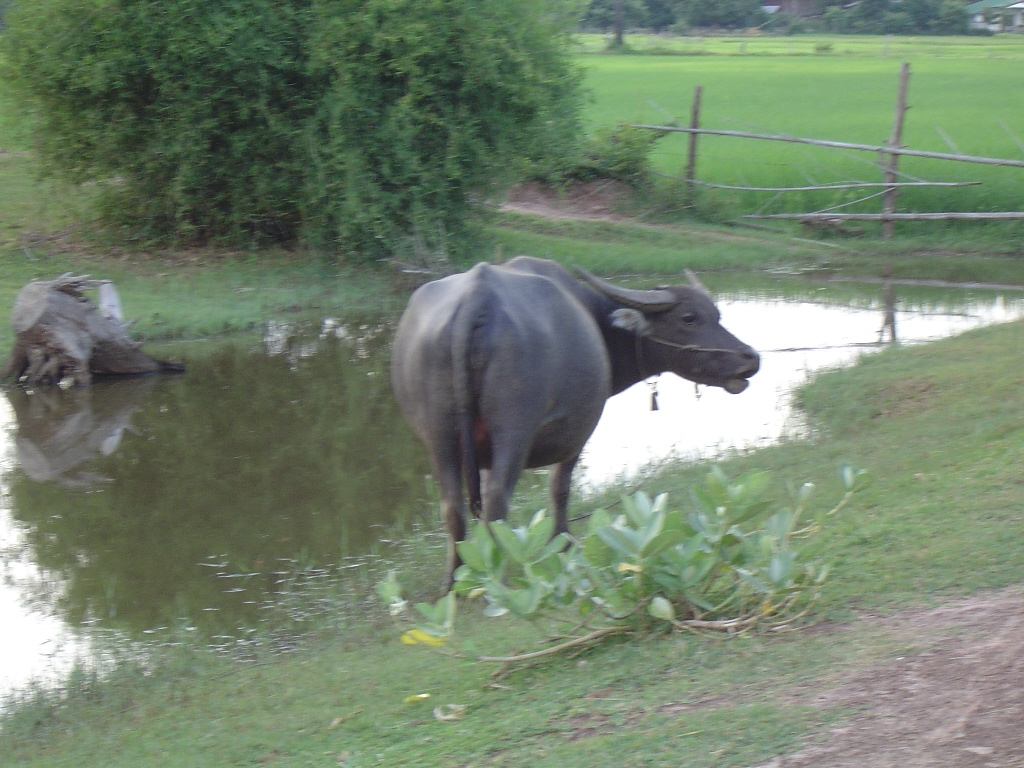
泰國的水牛
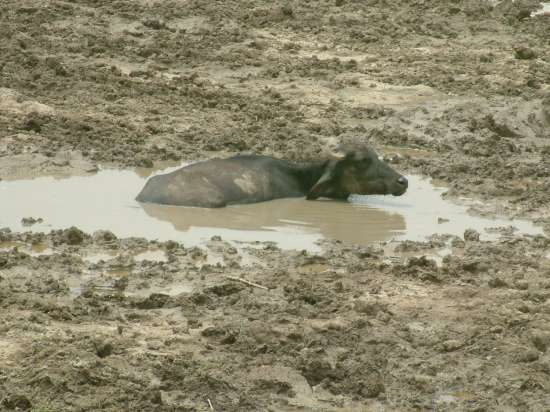
印度的水牛
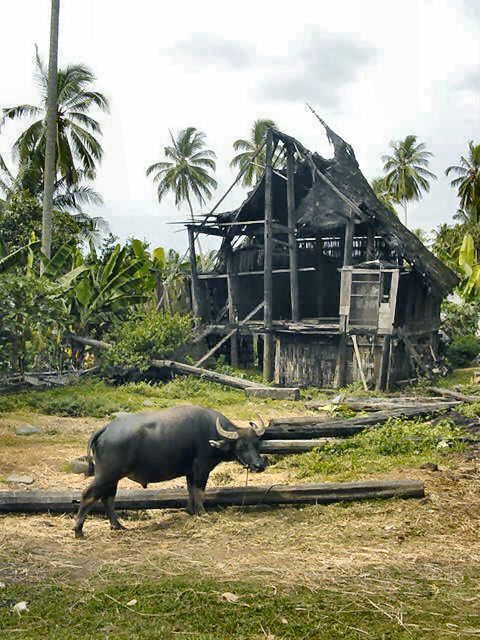
印尼蘇門答臘的水牛
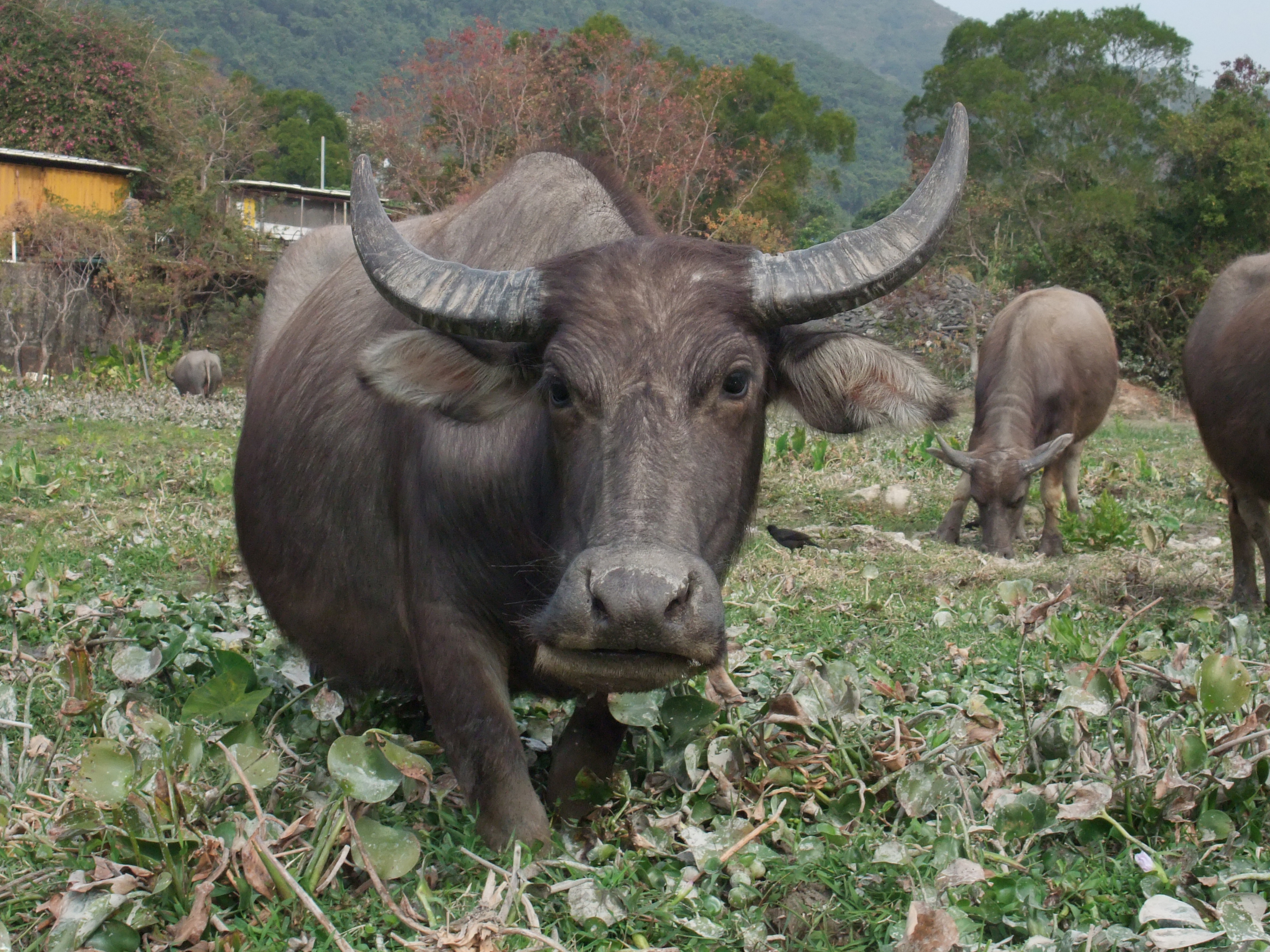
香港貝澳的水牛
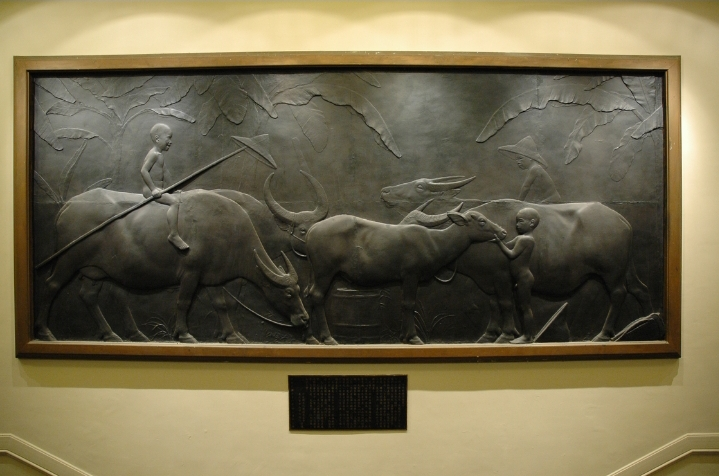
黃土水所雕塑的《水牛群像》
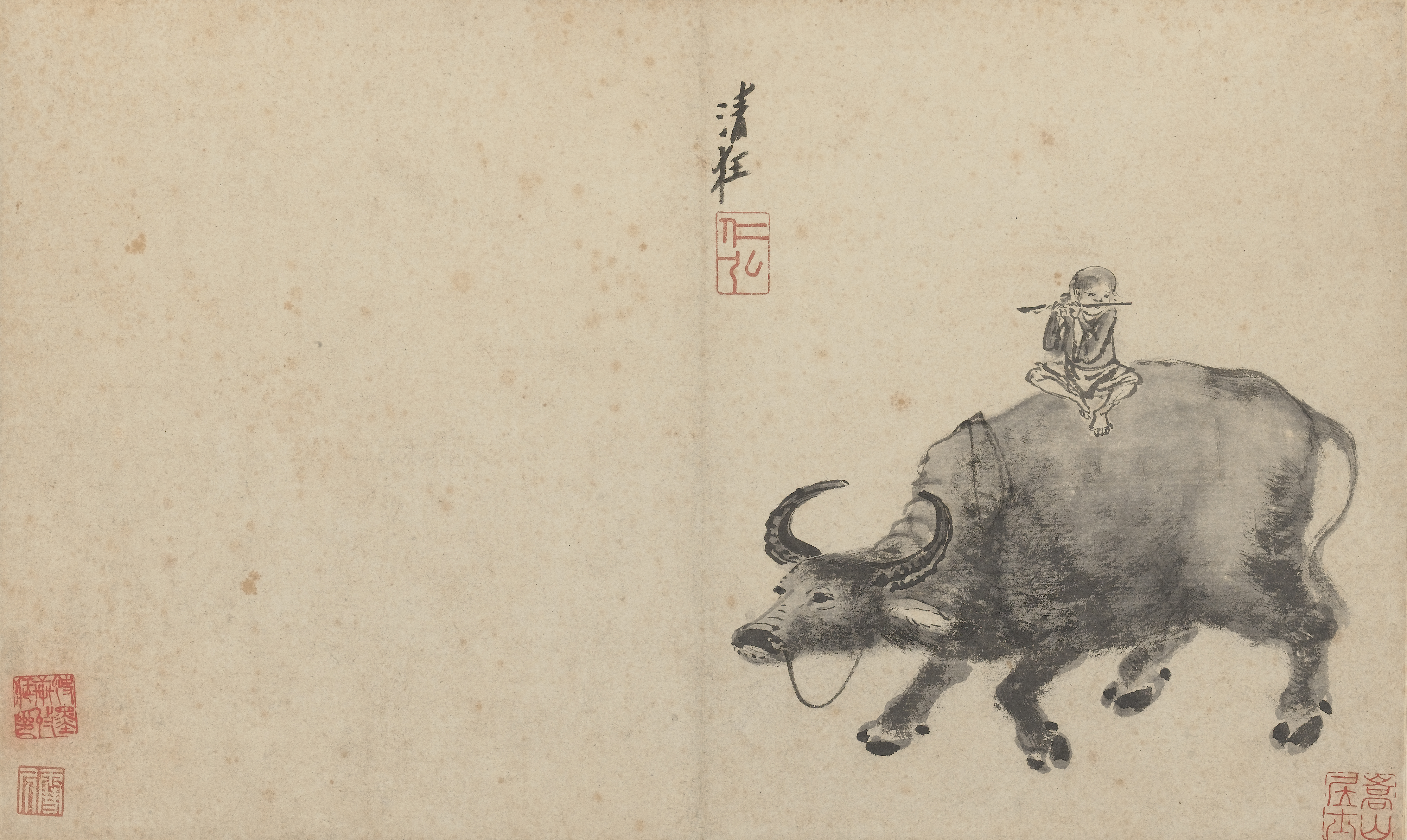
牧童騎於水牛背上，明郭詡繪

## 外部連結
- 水牛角 中藥材圖像數據庫  (香港浸會大學中醫藥學院) （中文）（英文）
- 水牛角Shui Niu Jiao （页面存档备份，存于）中藥標本數據庫（香港浸會大學中醫藥學院）（繁體中文）（英文）
- 水牛的图片 （页面存档备份，存于）